# Loma Itzmicapa
Loma Itzmicapa är en ort i Mexiko.   Den ligger i kommunen Zoquitlán och delstaten Puebla, i den sydöstra delen av landet, 250 km sydost om huvudstaden Mexico City. Loma Itzmicapa ligger 2 455 meter över havet och antalet invånare är 126.
Terrängen runt Loma Itzmicapa är kuperad västerut, men österut är den bergig. Runt Loma Itzmicapa är det ganska tätbefolkat, med 111 invånare per kvadratkilometer. Närmaste större samhälle är Coxcatlán, 18,5 km sydväst om Loma Itzmicapa. I omgivningarna runt Loma Itzmicapa växer i huvudsak blandskog.